# Eccellenza Trentino-Alto Adige 1994-1995
Il campionato italiano di calcio di Eccellenza regionale 1994-1995 è stato il quarto organizzato in Italia. Rappresenta il sesto livello del calcio italiano.
Questo è il campionato regionale della regione Trentino-Alto Adige (anche noto in tedesco come Oberliga, letteralmente "lega superiore").

## Squadre partecipanti
| Squadra                         | Città                              |
| ------------------------------- | ---------------------------------- |
| U.S. Anaune                     | Cles (TN)                          |
| S.S. Benacense Riva             | Riva del Garda (TN)                |
| S.S.V. Bruneck                  | Brunico (BZ)                       |
| S.S. Condinese                  | Condino (TN)                       |
| U.S. Fiavè                      | Fiavé (TN)                         |
| A.C. Mezzocorona                | Mezzocorona (TN)                   |
| S.V. Milland                    | Bressanone (BZ)                    |
| U.S. Mori Santo Stefano         | Mori (TN)                          |
| U.S. Salurn Raiffeisen          | Salorno (BZ)                       |
| A.S.C. Sankt Martin in Passeier | San Martino in Passiria (BZ)       |
| F.C. Sankt Pauls                | Appiano sulla Strada del Vino (BZ) |
| S.S. Settaurense                | Storo (TN)                         |
| S.S.V. Taufers                  | Campo Tures (BZ)                   |
| S.V. Tramin                     | Termeno (BZ)                       |
| U.S. Villazzano                 | Trento (TN)                        |
| A.C. Virtus Don Bosco           | Bolzano (BZ)                       |

## Classifica finale
|  | Pos. | Squadra               | Pt | G  | V  | N  | P  | GF | GS | DR  |
|  | ---- | --------------------- | -- | -- | -- | -- | -- | -- | -- | --- |
|  | 1.   | Settaurense           | 41 | 30 | 16 | 9  | 5  | 42 | 20 | +22 |
|  | 2.   | Virtus Don Bosco      | 40 | 30 | 15 | 10 | 5  | 41 | 28 | +13 |
|  | 3.   | Benacense Riva        | 40 | 30 | 15 | 10 | 5  | 50 | 28 | +22 |
|  | 4.   | Mezzocorona           | 38 | 30 | 14 | 10 | 6  | 55 | 28 | +27 |
|  | 5.   | Condinese             | 34 | 30 | 12 | 10 | 8  | 43 | 34 | +9  |
|  | 6.   | Bruneck               | 32 | 30 | 10 | 12 | 8  | 38 | 39 | -1  |
|  | 7.   | Mori Santo Stefano    | 31 | 30 | 8  | 15 | 7  | 34 | 30 | +4  |
|  | 8.   | Fiavè                 | 30 | 30 | 9  | 12 | 9  | 29 | 25 | +4  |
|  | 8.   | Salurn                | 30 | 30 | 10 | 10 | 10 | 27 | 27 | 0   |
|  | 10.  | Taufers               | 29 | 30 | 6  | 17 | 7  | 33 | 29 | +4  |
|  | 11.  | Tramin                | 28 | 30 | 9  | 10 | 11 | 39 | 51 | -12 |
|  | 12.  | Anaune                | 26 | 30 | 7  | 12 | 11 | 25 | 33 | -8  |
|  | 12.  | Sankt Martin Passeier | 26 | 30 | 8  | 10 | 12 | 29 | 39 | -10 |
|  | 14.  | Sankt Pauls           | 19 | 30 | 5  | 9  | 16 | 27 | 50 | -23 |
|  | 15.  | Villazzano            | 18 | 30 | 6  | 6  | 18 | 26 | 45 | -19 |
|  | 16.  | Milland               | 18 | 30 | 5  | 8  | 17 | 23 | 55 | -32 |

## Spareggi

### Spareggio 2º posto
| Squadra 1        | Risultato | Squadra 2      |
| ---------------- | --------- | -------------- |
| Virtus Don Bosco | 3 - 2     | Benacense 1905 |

| ??? 1995 | Virtus Don Bosco | 3 – 2 | Benacense 1905 |  |